# Zimowisko Osobowice we Wrocławiu
Zimowisko Osobowice (Liegehafen) – przystań we Wrocławiu, położona na prawym brzegu rzeki Odra, w obrębie osiedla Osobowice. Baseny tego zimowiska służą głównie jako miejsce postoju barek, w okresie zimowym. Zimowisko Osobowice obejmuje dwie przystanie:
- Zimowisko Osobowice 1 – 51°08′04″N 16°59′54″E/51,134444 16,998333
- Zimowisko Osobowice 2 – 51°08′46″N 16°58′52″E/51,146111 16,981111.

Każde z tych zimowisk to odrębne akwatoria obejmujące odrębne baseny i odrębne wejścia do portu. Zimowisko Osobowice 1 znajduje się poniżej Zimowiska Osobowice 2. Nad częścią Zimowiska Osobowice 1 przerzucona jest przeprawa mostowa: Most Milenijny; tuż przy tym zimowisku przebiega Linia kolejowa nr 271. Zimowisko Osobowice 1 powstało w latach 1915–1932, w km 257 biegu rzeki, natomiast Zimowiska Osobowice 2 znacznie później, bo w 1941 r., w 259,0 km biegu rzeki. Zimowisko Osobowice 1 mieści około 150 barek, natomiast Zimowisko Osobowice 2 około 180 barek.
W sezonie żeglarskim, przystanie są miejscem imprez związanych z żeglarstwem, np. organizowanych przez Wrocławski Okręgowy Związek Żeglarski, czy też zawody wędkarskie.